# Stylinodontidae
Stylinodontidae (лат.) — вымершая клада млекопитающих подотряда пантодонтов отряда цимолесты. Ископаемые остатки Stylinodontidae найдены в отложениях с мелового периода по олигоцен на территории Северной Америки (США и Канада) и Азии (Китай). Это были наземные растительноядные животные.

## Классификация
По данным сайта Paleobiology Database, на февраль 2024 года в кладу включают следующие роды и виды:
- Chungchienia Chow, 1963
  - Chungchienia lushia Chow et al., 1996
  - Chungchienia sichuanica Chow, 1963
- Ectoganus Cope, 1874
  - Ectoganus bighornensis Schoch, 1981
  - Ectoganus copei Schoch, 1981
  - Ectoganus gliriformis Cope, 1874
  - Ectoganus lobdelli Simpson, 1929
- Psittacotherium Cope, 1882
  - Psittacotherium multifragum Cope, 1882
- Schowalteria Fox and Naylor, 2003
  - Schowalteria clemensi Fox and Naylor, 2003
- Stylinodon Marsh, 1874
  - Stylinodon mirus Marsh, 1874
- Wortmania Hay, 1899
  - Wortmania otariidens Cope, 1885